# Rebecca Adler-Nissen
Rebecca Adler-Nissen (født 1979) er en dansk politolog, der har forsket i international politisk sociologi, EU's udvikling, diplomati, og forholdet mellem EU og EU's medlemsstater samt digital teknologi og geopolitik. Hun er professor ved Institut for Statskundskab ved Københavns Universitet og leder af Det Nationale Center for AI i Samfundet (CAISA).  
Adler-Nissen har en mastergrad og ph.d.-grad i statskundskab fra Københavns Universitet. I sin forskning har hun anvendt antropologiske feltarbejdsmetoder og har lavet interviews til at belyse de politiske forhandlinger i EU-systemet.
I 2012 blev hun optaget som medlem af Det Kongelige Danske Videnskabernes Selskabs afdeling Det Unge Akademi.
I 2015 blev hun tildelt Nils Klim-prisen.
I 2019 modtog hun EliteForsk-prisen
I 2024 blev hun udnævnt Distinguished Scholar i Diplomatic Studies ved International Studies Association.